# 알파파

알파파

알파파(alpha wave) 또는 알파 리듬(alpha rhythm)은 인간의 시상 박동조율기 세포의 동기적이고 일관된(위상 또는 구성적) 전기 활동에서 발생하는 8~12Hz 진동수 범위의 신경 진동이다. 역사적으로 이 파동은 1924년 EEG를 발명했을 때 처음 기술한 한스 베르거의 이름을 따서 "버거파"라고도 불린다.
알파파는 뇌파검사(EEG) 또는 자기뇌파검사(MEG)와 같은 전기생리학적 및 밀접하게 관련된 방법으로 감지되는 뇌파의 한 유형이며 정량적 뇌파검사(qEEG)를 사용하여 정량화할 수 있다. 이는 주로 눈을 감고 깨어 있는 휴식 중에 후두엽에서 기록될 수 있으며 인간에서 기록된 최초의 뇌 리듬이었다. 알파파는 눈을 뜨고 잠을 자면 감소하고, 졸음 중에는 강화된다. 눈을 감고 있는 동안의 후두 알파파는 가장 강한 EEG 뇌 신호이다.
역사적으로 알파파는 유휴 상태에서 시각 피질의 활동을 나타내는 것으로 생각되었다. 최근 연구에 따르면 사용되지 않는 피질 영역을 억제하거나 네트워크 조정 및 통신에서 적극적인 역할을 한다는 사실이 밝혀졌다. 억제성인지 아니면 주의력 연결에 적극적인 역할을 하는지 여부는 하향식 후방 파동이 억제되고 전방 상향식 파동이 시각적 주의 과정을 돕는 전파 방향과 관련이 있다.
뮤파라고 불리는 알파형 변종은 일차운동피질에서 발견될 수 있다.